# Sébastien Gattuso
Sébastien Gattuso (Mentone, 28 giugno 1971) è un velocista e bobbista monegasco.

## Biografia
Ha partecipato ai Giochi Olimpici di Atene 2004, venendo eliminato nella batteria dei 100 metri, sua specialità, con il tempo di 10"58, e ai Giochi di Pechino 2008, dove ha concluso la batteria con il crono di 10"70. In quest'edizione fu il portabandiera della spedizione del Principato di Monaco.
Detiene il record monegasco dei 100 metri (10"53), dei 200 (21"89), dei 60 metri indoor (6"94) e del getto del peso (10,98 m).
Ai Giochi dei Piccoli Stati d'Europa, tenutisi a Monaco nel 2007 ha concluso al 6º posto i 100 metri (10"76) e al 5º posto la staffetta 4 x 100 (42"52).
Noto per la sua ecletticità sportiva, ha fatto parte della squadra olimpica del Principato alle Olimpiadi di Salt Lake City del 2002, concludendo al 22º posto nel bob a due e al 28º nel bob a quattro.
Avrebbe dovuto partecipare anche alle Olimpiadi invernali di Torino 2006, ma fu trovato positivo ad un controllo antidoping pochi giorni prima dell'inizio delle competizioni. A seguito di questa positività venne squalificato per 6 mesi dalla federazione monegasca.

## Palmarès
| Anno | Manifestazione  | Sede     | Evento      | Risultato | Prestazione | Note                                     |
| ---- | --------------- | -------- | ----------- | --------- | ----------- | ---------------------------------------- |
| 2007 | Mondiali        | Osaka    | 100 m piani | Batteria  | 10"55       | Record nazionale                         |
| 2008 | Mondiali indoor | Valencia | 60 m piani  | Batteria  | 6"94        | Record nazionale                         |
| 2008 | Giochi olimpici | Pechino  | 100 m piani | Batteria  | 10"70       |                                          |
| 2009 | Europei indoor  | Torino   | 60 m piani  | Batteria  | 7"03        | Miglior prestazione personale stagionale |